# Kásó
Kásó (szlovákul: Kašov) község Szlovákiában, a Kassai kerület Tőketerebesi járásában.

## Fekvése
Tőketerebestől 16 km-re, délre fekszik.

## Története
A község területén már az őskorban éltek emberek, a paleolitikumból származó leletek kerültek itt elő.
A mai települést 1298-ban „Kasow” alakban említik először, 1390-ben a Losonczi család tulajdonában találjuk. 1598-ban a Bernáth családnak volt birtoka a faluban. A 17. század végén elpusztult. 1715-ben 8 lakatlan és 5 lakott háza volt. 1787-ben 44 házában 372 lakos élt.
A 18. század végén Vályi András így ír róla: „KÁSO. Tót falu Zemplén Várm. földes Ura Almásy Uraság, lakosai elegyesek, fekszik Kisztéhez, és Jesztrebhez is közel, hegyes, völgyes határja három nyomásbéli gabonát, árpát terem, erdője van, szőleje nints, rét nélkül szűkölködik, piatza Kassán, és Újhelyben.”
A 18.-19. században az Almássy családé volt. 1828-ban 70 házát 538-an lakták. Lakói mezőgazdasággal, favágással, szőlőtermesztéssel foglalkoztak. 1831-ben részt vettek a koleralázadásban.
Fényes Elek 1851-ben kiadott geográfiai szótárában így ír a településről: „Kásó, orosz-tót falu, Zemplén vmegyében, Zemplénhez 1 1/4 órányira: 113 római, 404 g. kath., 14 zsidó lak. Szőlőhegy. Ut. p. Velejte.”
Borovszky Samu monográfiasorozatának Zemplén vármegyét tárgyaló része szerint: „Kásó, tót kisközség 80 házzal és 432, nagyobbára gör. kath. vallású lakossal. Postája Bodzásújlak, távírója és vasúti állomása pedig Upor, vagy Velejte. A Losonczyak ősi birtoka, melyet már 1390-ben a Rakamaziaknak zálogosítanak el. 1471-ben Zeöld Bálintot iktatják a zálogos-birtokba. 1477-ben Rozgonyi Rajnold, 1481-ben pedig Ráskai Balázs is birtokosai. 1491-ben a Losonczyak ismét szerepelnek s az 1598-iki összeírás Forgách Zsigmondot, Ungnád Kristófot és Losonczy Annát említi. 1686-ban a község pusztaként fordul elő s a terebesi pálosoké. 1753-ban Forgách Ádámot iktatják birtokába s ekkor már ismét falu. Újabbkori birtokosai az Almásyak lettek s most is gróf Almásy György örököseinek van itt nagyobb birtokuk. Dűlőnevei közül a Bencsyk és Osvald nevűek bizonyára régi birtokosaikra emlékeztetnek, ellenben Peres nevű dűlőjének egyéb jelentősége lehet. 1831-ben a lakosok az itt dúlt kolerajárvány következtében fellázadtak. Római katholikus temploma 1816-ban épült.”
1920-ig Zemplén vármegye Sátoraljaújhelyi járásához tartozott, majd az újonnan létrehozott csehszlovák államhoz csatolták. 1938-1945 között ismét Magyarország része.

## Népessége
| Év:            | 1994. | 2004.    | 2014.   | 2024.   |
| -------------- | ----- | -------- | ------- | ------- |
| Emberek száma: | 354   | 278      | 288     | 294     |
| Eltérés:       |       | -21,46 % | +3,59 % | +2,08 % |

| Év:            | 2023. | 2024.   |
| -------------- | ----- | ------- |
| Emberek száma: | 288   | 294     |
| Eltérés:       |       | +2,08 % |

1910-ben 436-an, többségében magyarok lakták, jelentős szlovák kisebbséggel.
2001-ben 305 lakosából 303 szlovák volt.
2011-ben 285 lakosából 263 szlovák.

## Nevezetességei
- Nepomuki Szent János tiszteletére szentelt, római katolikus templomát 1816-ban építették klasszicista stílusban.
- Jézus Színeváltozása tiszteletére szentelt ortodox temploma.